# محمد جمال جبارین
محمد جمال جبارین (انگلیسی: Mohammed Jamal Jebreen؛ زادهٔ ۲۲ مهٔ ۱۹۸۲) بازیکن فوتبال اهل فلسطین بود.
از باشگاه‌هایی که در آن بازی کرده است می‌توان به باشگاه ورزشی شباب الخلیل اشاره کرد.
وی همچنین در تیم ملی فوتبال فلسطین بازی کرده است.